# Luigi Bonaventura
Luigi Bonaventura (Crotone, 12 ottobre 1971) è un ex mafioso e collaboratore di giustizia italiano dal 2006, noto in passato per essere stato reggente della cosca 'ndranghetista dei Vrenna-Ciampà-Corigliano-Bonaventura, operante nel territorio di Crotone.

## Biografia
Figlio di Salvatore Bonaventura detto Rino, capobastone dell'omonima cosca, e nipote di Luigi Vrenna (detto "U Zirru") oltre che dei boss reggenti Gianni e Mario, viene cresciuto da bambino soldato, subendo una forte e violenta educazione 'ndranghetistica; ricorda di aver sparato la prima volta all'età di 10 anni.
Nel 1990 partecipa alla strage di piazza Pitagora, dove vengono uccisi Giuseppe Sorrentino, Rosario Garceo e Ugo Perri nell'ambito della cosiddetta faida del Marchesato tra le 'ndrine di Cirò e Crotone.
La famiglia Vrenna-Bonaventura gli commissiona il suo primo omicidio il 14 dicembre 1991, quando viene ucciso Rosario Villirillo a colpi di revolver con cartucce .38 Special.
A seguito della notizia di Luigi intenzionato a diventare collaboratore di giustizia, il padre avrebbe deciso di ucciderlo.
Il 19 settembre 2006 si sarebbe dovuto compiere il delitto, ma alla fine è Luigi, rispondendo al fuoco mortale, a ferire il padre con un colpo di pistola all'inguine.
Dal 2006 diventa collaboratore di giustizia e la famiglia viene trasferita in una località protetta. Nello stesso anno, oltre che con la DDA di Catanzaro, collabora con la DDA di Bologna ed esordisce con la sua prima testimonianza proprio davanti ai giudici della corte d'assise di Ravenna (udienza celebrata nel palazzo di giustizia di Bologna) nel processo per l'omicidio di Gabriele Guerra avvenuto a Cervia, le sue dichiarazioni alla fine porteranno a tre ergastoli. Bonaventura continua a collaborare e, nonostante gli sia stato revocato il programma (a suo dire ingiustamente per mere interviste non autorizzate di un contratto che era oramai scaduto), da anni va avanti (a spese sue). Fa interrogatori e testimonianze in vari processi, contribuendo con le sue dichiarazioni a portare, anche di recente, all'operazione Malapianta (marzo 2019), coordinata dal Procuratore Nicola Gratteri contro le cosche Mannolo, Grande Aracri e altre, con oltre 35 arresti. In totale, allo stato attuale, Luigi ha dato un contributo collaborativo a 16 procure (Procura di Crotone, DDA di Catanzaro, Reggio Calabria, Torino, Salerno, Bari, Campobasso, L'Aquila, Ancona, Bologna, Venezia, Trieste, con la DNA, Roma e due procure tedesche, Stoccarda e Duisburg). Le sue dichiarazioni hanno portato a svariate operazioni non solo in Calabria ma in altre regioni di Italia. Per esempio: operazione "San Michele", condotta dalla DDA di Torino dal Dott. Sparagna; operazione "Aemilia" della DDA Bologna con il Dott. Mescolino; operazione "Isola Felice" della DDA L'Aquila, seguita dalla Dott.ssa Picardi, e ce ne sono altre, portando in tutta Italia all'arresto o alla condanna di oltre 500 ndranghetisti e al sequestro di svariati milioni di euro. La sua collaborazione venne definita una vera inversione di marcia, che creò uno squarcio enorme nel muro di omertà dell'epoca e che portò in tanti a seguire le sue orme e a collaborare con la giustizia, come Vincenzo Marino, Salvatore Cortese, lo stesso zio di Bonaventura (il Boss Pino Vrenna) e altri. Questa inversione portò ad operazioni in tutta Italia e in tanti altri Stati, facendo conoscere come non mai la famigerata 'ndrangheta della costale jonica. Mai nessun pentito di ndrangheta ha portato a tali risultati ma, nonostante ciò, Luigi è lasciato completamente solo e senza nessuna protezione.
Il 7 aprile 2008, grazie soprattutto alla collaborazione di Bonaventura con gli inquirenti, vengono arrestate 39 persone presunte affiliate al clan Vrenna-Corigliano-Bonaventura nell'ambito dell'operazione Heracles coordinata dalla DDA di Catanzaro. Le accuse vanno dal traffico di droga all'estorsione, oltre al rifornimento illecito di materiale esplosivo da parte della criminalità albanese. L'11 aprile di quell'anno vengono confermati 35 fermi. Pochi giorni dopo, il 28 aprile 2008, sempre e grazie alla collaborazione di Bonaventura, scatta l'operazione Heracles 2 dove vengono effettuati altri numerosi arresti e le accuse sono di associazione mafiosa, traffico di droga, omicidi, estorsioni ed altro.
Nel 2011, a Termoli, località definita "protetta" dallo Stato, al dire del Bonaventura, sarebbe stato avvicinato da uomini dei De Stefano, che gli avrebbero chiesto di confessare, e quindi di agire da "finto pentito", un riciclaggio di denaro del valore di 70 milioni di euro poi non riuscito in cui sarebbero stati presenti i soldi di partiti tra cui quelli della Lega Nord, ma lui rifiutò. A seguire, l'anno successivo, fu minacciato nuovamente: alla moglie furono inviati un bossolo di pistola ed un'immagine della Madonna, messaggio con chiaro significato nel mondo della 'ndrangheta.
Dal 2012, inizia a rifiutare di trasferirsi in una località protetta in Italia preferendo un luogo all'estero, che però non gli è stato concesso, quindi incomincia ad esporsi mediaticamente.
Nel 2012 ed il 22 ottobre 2014, in seguito a interviste rilasciate a Luigi Pelazza del programma televisivo Le iene, accusa lo Stato italiano di diverse carenze presenti all'interno del Programma di Protezione per i collaboratori di giustizia
In alcune interviste del 2019 rivela come la 'ndrangheta usasse, o tentasse di usare, bitcoin per pagare la droga in Sud America, e la scelta di mandare giovani leve in altre regioni d'Italia (come in Veneto, per integrarsi nel territorio).
Allo stato attuale, Luigi Bonaventura è impegnato dal 2007 nell'antimafia giuridica, occupandosi nel frattempo di antimafia sociale ed ideando, assieme alla moglie Paola, un'associazione di volontariato denominata "Sostenitori dei Collaboratori e dei Testimoni di Giustizia". 
Ha inoltre creato il progetto Striscialantimafia, dedicato alla sensibilizzazione dei giovani sulla criminalità organizzata. Il programma è andato in onda anche sulla piattaforma streaming ErreTV dal settembre 2023 al febbraio 2025. Bonaventura porta avanti il progetto con la sua famiglia ed illustri professionisti, facendo della lotta alla mafia un valore familiare.
Nel 2022 il collaboratore e l'associazione da lui ideata sono stati ricevuti da Papa Francesco, autore della prefazione del libro di don Benito Giorgetta "Passiamo all'altra riva" che raccoglie le confessioni del Bonaventura, e con postfazione di don Luigi Ciotti, presidente dell'associazione antimafia "Libera".